# オレンジロード急行
『オレンジロード急行』（おれんじろーどえくすぷれす）は、1978年4月29日に公開された日本映画。松竹・おおもりプロ製作、松竹配給。大森一樹監督の商業映画デビュー作。
シナリオ作家の登龍門とされた1977年の第3回「城戸賞」に入賞した大森一樹の同名タイトルの映画化権を松竹が獲得し、大森自ら監督に名乗りを上げ、承諾された。松竹が当時26歳の企業外監督である大森を起用したことで話題を呼んだ。
非合法の海賊放送を営む若者たちと、したたかな行動力を持って自動車泥棒を続けるおじいさん、おばあさんカップルを絡ませたスラップスティック・コメディ。

## キャスト
- 鈴木鈴之助 - 嵐寛寿郎
- 田中もと - 岡田嘉子
- 流 - 森本レオ
- ダンプ - 中島ゆたか
- ファイト - 小倉一郎
- メカ - 志麻哲也
- 羽島泰造 - 河原崎建三
- 羽島順子 - 石井くに子
- 西山敬介 - 伍代守
- 西山敦子 - 津田京子
- 源田刑事 - 原田芳雄
- 宏美 - 早乙女愛
- メリーさん - 高杉早苗
- 橋を渡るカップル - 前田光子
- 橋を渡るカップル - 笠井一彦
- GSの店員 - 佐藤蛾次郎
- 警官 - 広瀬昌助
- 警官 - 山根成之
- 若者A - 林美雄
- 若者B - 原将人

## スタッフ
- 監督・脚本・企画 - 大森一樹
- 製作 - 大谷信義
- 撮影 - 阪本善尚
- 美術 - 宮坂勝巳
- 照明 - 田村晃雄
- 編集 - 大島ともよ
- 助監督 - 藤沢勇夫

## 製作
脚本・監督を務める大森一樹は、映画公開時は26歳で、京都府立医科大学医学部在学中の学生だった。前年の大林宣彦監督の『ハウス』がすったもんだの末、東宝で映画化され、撮影所システムを通らない助監督経験なし、自主映画出身、CMディレクター出身の映画監督の出現で話題を呼んだが、大林は『ハウス』公開当時は39歳で、CMディレクターで著名だったことに比べ、8ミリや16ミリの自主映画を数本撮っただけのほぼ素人に35ミリの商業映画を撮らせた松竹の決断も評価される。カメラは大森が『ハウス』を観て、阪本善尚に頼んだものだが、その他は松竹の機構を使って製作した映画である。製作記者会見では、映画ジャーナリストが本作に対して「思想性がない」と批判した。長谷川和彦は「俺は大森が『オレンジロード急行』を撮るときも石井聰亙が『高校大パニック』を撮るときも、二人にやめろと言ったんだ。赤子の首をひねるように、いいように撮影所にいてまわされる。そら、撮影所の見学はしたいだろうけども、見学したってあんまり実りはないから。8年も助監やってる俺が言うんだからな」などと述べている。

### 脚本
大森の脚本は最初、海賊放送局だけの話だったが、枚数が足らないため、おじいさん、おばあさんを『俺たちに明日はない』のボニーとクライド風に絡ませてホンを完成させた。日活の助監督出身で1976年に『青春の殺人者』を撮った長谷川和彦が「毒がねえな」とコンコンと大森に説教し、大森は「毒がなくたって映画は映画だ！」と言い返したかったが怖くてやめた。当時の心境は「俺は映画に命賭けてるゴジとは違う、映画がダメなら学校へ帰りゃいい」という気持ちがあったという。当時はアメリカでスピルバーグや、ルーカスなど、若手監督の台頭が日本のマスメディアでも華々しく取り上げられたため、大森や長谷川ら日本の若手監督の彼らになぞらえて報じられることも多かった。大森は「当時浴びるように観ていたアメリカンニューシネマの影響を凄く受けていて、日本でもこんなことをやってやろうと考えた」と話している。

### キャスティング
大森の脚本は主演に鈴木清順と田中絹代を想像して書かれた。大森はかつて16ミリ映画で撮った自主映画『暗くなるまで待てない！』に出演してもらった日活出身の映画監督・鈴木清順にまた出てもらおうと思っていたが、松竹から「俳優を使わないとダメだ」と言われたため、松竹に希望する役者の出演を頼んだ。メリー役には引退していた松竹の女優・原節子に出演を頼んだが、松竹からは「連絡が取れない」と言われた。

## 同時上映
『ダブル・クラッチ』
- 主演：郷ひろみ／監督：山根成之／原作：五木寛之／ジェームス三木脚本

## 作品の評価

### 興行成績・影響
城戸賞受賞作の映画化という話題性もあり、松竹も『ダブル・クラッチ』と二本立てで、青春映画の決定版と大いに宣伝し、1978年のゴールデンウイーク映画に組み入れたが、振るわず。興行者の希望もあって途中から松本清張原作の旧作三本立てに切り替えた。前番組だった『渚の白い家』も途中から番組変更を余儀なくされ、興行者から不信感を抱かれた。松竹の営業会議は重苦しい雰囲気に包まれ、汚名返上のため、『コンボイ』『スター・ウォーズ』『スウォーム』『サタデー・ナイト・フィーバー』などの強力な夏の洋画攻勢に立ち向かうべく、6月の『事件』、7月の『雲霧仁左衛門』、8月の『男はつらいよ 寅次郎わが道をゆく』の三大番組に総額5億円と巨額の宣伝費を投入して「日本映画を独走する松竹超大作攻勢」を全国的に展開すると宣戦布告を決議した。